# Moonlight (Novell)
Moonlight ist eine freie und quelloffene Implementierung von Microsoft Silverlight, die vom Mono-Projekt entwickelt wurde. Version 1.0 des Projekts wurde am 20. Januar 2009 freigegeben.

## Status und Entwicklungsplan
In einem Interview Anfang Juni 2007 sagte Miguel de Icaza, dass das Mono-Team annehme, bis Mitte Juni 2007 eine Machbarkeitsstudie vorlegen zu können und bis Ende des Jahres zusätzlich den Browser Firefox auf Linux unterstützen zu können.
Nach einer dreiwöchigen „Hack-Orgie“ des Mono-Teams (woran unter anderem Chris Toshok, Larry Ewing and Jeffrey Stedfast teilnahmen) konnte auf der Microsoft ReMIX Konferenz in Paris, Frankreich am 21. Juni 2007 eine öffentliche Demo-Version präsentiert werden.
Dennoch mussten Entwickler im September 2007 immer noch einen großen Teil der Module von Mono und Olive (das experimentelle Mono-Subprojekt mit .NET-3.0-Unterstützung) aus dem Mono-SVN-Repository kompilieren und installieren, um Moonlight testen zu können.
Ein Moonlight-IDE namens Lunar Eclipse für XAML-Designs existiert im SVN-Repository. Es soll zukünftig als Add-On in MonoDevelop aufgenommen werden.
Derzeit wird Moonlight als Firefox-Plugin für einige Versionen von Firefox unter verschiedenen Linux-Distributionen angeboten. Die Anwender werden darauf hingewiesen, dass die aktuell herunterladbaren Versionen lediglich Schnappschüsse der aktuellen Entwicklung sind und damit weder vollständig sind noch fehlerfrei funktionieren. Insbesondere die Unterstützung von Firefox 3 ist als fehlerhaft bekannt. Das Plugin selbst bringt kein Codec-Pack mit, sobald das Moonlight-Plugin jedoch abspielbare Medien erkennt, wird der Benutzer zum Herunterladen des freien Medien-Codec-Pakets von Microsoft weitergeleitet.
Die erste vollständige und aktuelle Version Moonlight 2.0 unterstützt die Spezifikation von Silverlight in der Version 2.0 und wurde am 17. Dezember 2009 veröffentlicht. Sie beinhaltet ebenfalls einige Merkmale von Silverlight 3.
Die, im Februar 2011 erschienene, Preview-Version von Moonlight 4 unterstützt dagegen bereits vollständig Silverlight 3.0, sowie teilweise Silverlight 4.0.
Im Mai 2012 kündigte Miguel de Icaza an, dass die Entwicklung von Moonlight für Linux eingestellt wird.
Moonlight verwendet die Cairo-Bibliothek zum Rendern.

## Versionsgeschichte
- Moonlight 1.0: 11. Februar 2009[16]
- Moonlight 2.0: 17. Dezember 2009[17]
- Moonlight 3.0 Preview 1: 3. Februar 2010[18]
- Moonlight 4.0 Preview 1: 15. Februar 2011[19]